# Czerniewko
Czerniewko (kaszb.Czërnëwkò) – nieoficjalny przysiółek wsi Czerniewo w Polsce położona w województwie pomorskim, w powiecie gdańskim, w gminie Trąbki Wielkie.
Osada wchodzi w skład sołectwa Czerniewo.
W latach 1975–1998 miejscowość administracyjnie należała do województwa gdańskiego.